# Michael Moorcock
Michael John Moorcock (Londres, 18 de desembre de 1939) és un escriptor anglès, conegut sobretot en el camp de la ciència-ficció i la fantasia, que ha publicat una sèrie de novel·les literàries ben rebudes, així com thrillers còmics, novel·les gràfiques i no ficció. Ha treballat com a editor i també és un músic d'èxit. És conegut sobretot per les seves novel·les sobre el personatge Elric de Melniboné, una influència fonamental en el camp de la fantasia des dels anys 60 i 70.
Com a editor de la revista britànica de ciència-ficció New Worlds, des del maig de 1964 fins al març de 1971 i després de 1976 fins a 1996, Moorcock va impulsar el desenvolupament de la ciència-ficció "New Wave" al Regne Unit i indirectament als Estats Units, donant lloc a l'arribada del Ciberpunk. La seva publicació de Bug Jack Barron (1969) de Norman Spinrad com a novel·la en sèrie va ser notòria; al Parlament, alguns diputats britànics van condemnar l'Arts Council of Great Britain per finançar la revista. També és músic de gravació, contribuint a les bandes Hawkwind, Blue Öyster Cult, Robert Calvert, Spirits Burning i al seu propi projecte, Michael Moorcock & The Deep Fix.
El 2008, The Times va nomenar Moorcock a la seva llista de "Els 50 escriptors britànics més grans des de 1945".

## Biografia
Michael Moorcock va néixer a Londres el desembre de 1939, i el paisatge de Londres, particularment l'àrea de Notting Hill Gate i Ladbroke Grove, té una influència important en algunes de la seva ficcions (com les novel·les de Cornelius).
Moorcock ha esmentat The Mastermind of Mars d'Edgar Rice Burroughs, The Apple Cart de George Bernard Shaw i The Constable of St. Nicholas d'Edwin Lester Arnold com els tres primers llibres no juvenils que va llegir abans de començar l'escola primària. El primer llibre que va comprar va ser una còpia de segona mà de The Pilgrim's Progress.
Moorcock és l'antic marit de l'escriptora Hilary Bailey de qui va tenir tres fills: Sophie (1963), Katherine (1964) i Max (1972). També és l'antic marit de Jill Riches, que més tard es va casar amb Robert Calvert. Va il·lustrar alguns dels llibres de Moorcock, incloses les portades, inclosa la sobrecoberta Gloriana. El 1983, Linda Steele es va convertir en la tercera esposa de Moorcock.
Va ser un dels primers membres del Swordsmen and Sorcerers' Guild of America (SAGA), un grup de vuit autors de fantasia heroica fundat a la dècada de 1960 i liderat per Lin Carter, seleccionats només per credencials de fantasia.
Moorcock és objecte de quatre llibres, una monografia i una entrevista, de Colin Greenland. El 1983, Greenland va publicar The Entropy Exhibition: Michael Moorcock and the British 'New Wave' in Science Fiction. Va seguir això amb Michael Moorcock: Death is No Obstacle, un llibre de entrevista sobre tècnica, el 1992. Michael Moorcock: Law of Chaos de Jeff Gardiner i Michael Moorcock: Fiction, Fantasy and the World's Pain de Mark Scroggins es van publicar més recentment.
A la dècada de 1990, Moorcock es va traslladar a Texas als Estats Units. La seva dona Linda és nord-americana. Passa la meitat de l'any a Texas, l'altra meitat a París.

## Visions polítiques
Les obres de Moorcock destaquen pel seu caràcter polític i contingut. En una entrevista, afirma: "Sóc anarquista i pragmàtic. La meva posició moral/filosòfica és la d'un anarquista." En descriure com es relaciona el seu escrit amb la seva filosofia política, Moorcock diu: "Els meus llibres tracten sovint sobre herois aristocràtics, déus, etc. Totes elles acaben amb una nota que sovint afirma de manera molt directa que no s'ha de servir ni als déus ni als amos, sinó que s'ha de convertir en el propi amo."
A més d'utilitzar la ficció per explorar la seva política, Moorcock també es dedica a l'activisme polític. Per tal de "marginar les coses que funcionen per objectivar les dones i suggerir que les dones gaudeixen de ser colpejades", ha animat a W H Smiths a traslladar les novel·les de la sèrie Gor de John Norman al prestatge superior.

## Escriptor

### Ficció
Moorcock va començar a escriure quan encara era a l'escola, col·laborant en una revista que va anomenar Outlaw's Own a partir de 1950.
El 1957, als 17 anys, Moorcock es va convertir en editor de Tarzan Adventures (un setmanari nacional juvenil amb text i historietes de Tarzan), que havia publicat almenys una dotzena de les seves pròpies històries "Sojan the Swordsman" durant aquell any i el següent. Als 18 anys (el 1958), va escriure la novel·la fantàstica al·legòrica The Golden Barge, que va romandre inèdita fins al 1980, quan va ser publicat per Savoy Books amb una introducció de M. John Harrison. Als 19 anys, Moorcock va treballar a Sexton Blake Library (ficció pulp en sèrie amb Sexton Blake, el Sherlock Holmes del pobre).
Sota la dirreció de Moorcock, New Worlds es va convertir en el centre de la ciència-ficció "New Wave". Aquest moviment, no de nom propi, va promoure la visió individual, l'estil literari i una visió existencial del canvi tecnològic, en contrast amb la genèrica "ciència-ficció dura" que extrapolava el mateix canvi tecnològic. Algunes històries de "New Wave" no eren reconeixibles com a ciència-ficció tradicional, i New Worlds va romandre controvertida mentre Moorcock l'editava. Moorcock va afirmar que volia publicar ficció experimental/literària utilitzant tècniques i temes de SF genèric però, almenys inicialment, casar-se amb la "ficció popular" i la "ficció literària en el que considerava la seva superposició natural". Després de 1967, aquesta política es va fer evident i es va aliar amb el moviment 'pop art' britànic exemplificat per Eduardo Paolozzi, Richard Hamilton i altres. Paolozzi es va convertir en "Editor d'aviació".
Durant aquest temps, de tant en tant va escriure com "James Colvin", un "pseudònim de la casa" creat originalment per a ell per John Carnell també utilitzat per altres crítics de New Worlds. A New Worlds nº 197 (gener de 1970) va aparèixer un obituari de Colvin, escrit per Charles Platt com "William Barclay". Moorcock fa molt ús de les inicials "JC"; aquestes també són les inicials de Jesucrist, tema de la seva novel·la guanyadora del premi Nebula de 1967 Behold the Man, que explica la història de Karl Glogauer, un viatger en el temps que assumeix el paper de Crist. També són les inicials de diversos personatges de Moorcock "Eternal Champion" com Jerry Cornelius, Jerry Cornell i Jherek Carnelian. En anys més recents, Moorcock ha començat a utilitzar "Warwick Colvin, Jr." com a pseudònim, especialment a la seva ficció "Second Ether".
Moorcock parla de gran part dels seus escrits a Death Is No Obstacle amb Colin Greenland, que és una transcripció d'entrevistes amb Moorcock sobre les tècniques de la seva escriptura.
Moorcock també ha publicat pastitxes d'escriptors pels quals sentia afecte quan era nen, com Edgar Rice Burroughs, Leigh Brackett i Robert E. Howard. Totes les seves aventures fantàstiques tenen elements de sàtira i paròdia, tot respectant allò que considera essencials de la forma. Tot i que les seves fantasies heroiques han estat els seus llibres més reeditats als Estats Units, va assolir protagonisme al Regne Unit com a autor literari, amb el Premi Guardian de Ficció el 1977 per The Condition of Muzak, i amb Mother London posteriorment preseleccionada per al Premi Whitbread.
Novel·les i sèries com el Cornelius Quartet, Mother London, King of the City, el Pyat Quartet i la col·lecció de contes London Bone l'han consolidat als ulls de crítics com Iain Sinclair, Peter Ackroyd i Allan Massie en publicacions com The Times Literary Supplement i la London Review of Books com a gran novel·lista literària contemporània. El 2008, Moorcock va ser nomenat per un panel de crítics a The Times com un dels cinquanta millors novel·listes britànics des de 1945. Pràcticament totes les seves històries formen part del seu tema o obra general "Eternal Champion", amb personatges (inclòs Elric) passant d'una història i un univers de ficció a un altre, tots ells interconnectats (encara que sovint només en somnis o visions).
La major part del treball anterior de Moorcock consistia en contes i novel·les relativament breus: ha esmentat que "podia escriure 15.000 paraules al dia i em vaig donar tres dies per volum. Així és com, per exemple, es van escriure els llibres de Hawkmoon." Durant el període de l'editorial New Worlds i la seva publicació de les novel·les fantàstiques originals, Moorcock ha mantingut un interès per l'ofici d'escriure i un interès continuat per l'ofici semiperiodístic de l'autoria "pulp". Això es reflecteix en el seu desenvolupament de cicles entrellaçats que es remunten als orígens de la fantasia en cicles mitificats i medievals (vegeu "Wizardry and Wild Romance – Moorcock" i "Death Is No Obstacle - Colin Greenland" per a més comentaris). Això també proporciona un vincle implícit amb els orígens episòdics de la literatura en sèries de diaris/revistes des de Trollope i Dickens en endavant. Res d'això no hauria de sorprendre, tenint en compte els antecedents de Moorcock en l'edició de revistes.
Des de la dècada de 1980, Moorcock ha escrit novel·les "mainstream" més llargues i literàries, com ara Mother London i Byzantium Endures, però va continuar revisant personatges de les seves obres anteriors, com Elric. Amb la publicació del tercer i últim llibre de la seva seqüència Elric Moonbeam Roads, va anunciar que s'estava "retirant" d'escriure ficció de fantasia heroica, tot i que va continuar escrivint les aventures d'Elric com a novel·les gràfiques amb els seus col·laboradors de molt de temps Walter Simonson i el difunt James Cawthorn (1929–2008) i el 2021 va anunciar que havia escrit una novel·la "directa" d'Elric, dins del primer cànon, per al 60è aniversari de l'aparició del seu heroi. Ell i Simonson van produir la novel·la gràfica Elric: the Making of a Sorcerer, publicada per DC Comics el 2007. El 2006, va completar la seva elogiada seqüència de Colonel Pyat, que tractava de l'Holocaust nazi. Això va començar el 1981 amb Byzantium Endures, va continuar amb The Laughter of Carthage (1984) i Jerusalem Commands (1992), i va culminar amb The Vengeance of Rome (2006). La seva seqüència més recent, KABOUL, amb il·lustracions de Miles Hyman, va ser publicada en francès per Denoel.
Entre altres obres de Moorcock hi ha The Dancers at the End of Time, comèdies ambientades a la Terra milions d'anys en el futur, Gloriana o The Unfulfill'd Queen, que descriu com un argument amb La Reina Fada de Spenser, ambientada a una història alternativa de la Terra i la seqüència "Second Ether" que comença amb "BLOOD", barrejant absurdisme, reminiscència i memòries familiars amb el rerefons del seu multivers.
Moorcock és propens a revisar la seva obra existent, amb el resultat que diferents edicions d'un llibre determinat poden contenir variacions significatives. Els canvis van des de simples retítols (la història d'Elric, The Flame Bringers, es va convertir en The Caravan of Forgotten Dreams a les edicions d'omnibus de Victor Gollancz /White Wolf dels anys noranta) fins a canvis de nom de personatges (com ara el detectiu "Minos Aquilinas" que esdevé el primer "Minos von Bek" i posteriorment "Sam Begg" en tres versions diferents del conte "The Pleaseure Garden of Felipe Sagitarius"), importants alteracions textuals (per exemple, l'addició de diversos capítols nous a The Steel Tsar a les edicions òmnibus), i fins i tot reestructuracions completes (com amb la novel·la de 1966 Behold the Man que s'amplia a novel·la i a una novel·la en lloc d'una història de SF recreada a partir de la versió original que va aparèixer a New Worlds per ser republicada com a llibre el 1969 per Allison &amp; Busby).
Gollancz publica una nova revisió final de gairebé tota l'obra de Moorcock, amb l'excepció de les seves novel·les literàries Mother London, King of the City i el quartet Pyat, i molts dels seus títols són reimpresos als Estats Units per Simon i Schuster i Titan i a França de Gallimard. Moltes novel·les i còmics basats en la seva obra estan sent reimpresos per Titan Books amb el títol general The Michael Moorcock Library, mentre que a França s'ha traduït una nova adaptació de la sèrie Elric i Hawkmoon a molts idiomes, inclòs l'anglès.

#### Elric de Melniboné i Eternal Champion
Les obres més venudes de Moorcock han estat les històries d'"Elric of Melniboné". En aquests, Elric és una inversió deliberada dels tòpics que es troben a les novel·les d'aventures fantàstiques inspirades en les obres de J. R. R. Tolkien. J. G. Ballard el va descriure una vegada com el Dashiell Hammett de la fantasia en comparació amb l'Agatha Christie de Tolkien.
El concepte central de moltes de les seves novel·les de fantasia fonamentals, inclosos els seus llibres d'Elric, és el concepte d'un "campió etern", que té múltiples identitats en universos alternatius. Aquesta cosmologia s'anomena "Multivers" dins de les seves novel·les. El Multivers tracta de polaritats primàries com ara... (Miltònic) Llei i caos, i ordre i entropia.
L'èxit d'Elric ha eclipsat les altres obres de Moorcock, tot i que ha treballat els temes de les històries d'Elric en les seves altres obres (les novel·les "Hawkmoon" i "Corum", per exemple). I Elric apareix als cicles Jerry Cornelius i Dancers at the End of Time. La seva seqüència Eternal Champion s'ha recopilat en dues edicions diferents de volums omnibus per un total de 16 llibres (l'edició nord-americana era de 15 volums, mentre que l'edició britànica era de 14 volums, però a causa de diversos problemes de drets, l'edició nord-americana contenia dos volums que no estaven inclosos a l'edició britànica, i l'edició britànica també contenia un volum que no s'incloïa a l'edició nord-americana) que contenia diversos llibres per volum, de Victor Gollancz al Regne Unit i de White Wolf Publishing als EUA. Es van fer diversos intents de fer una pel·lícula d'Elric. Moorcock es va negar a les opcions, generalment quan semblaven desviar-se massa del rumb. El febrer de 2019, BBC Studios va anunciar que s'havien assegurat els drets de la sèrie de novel·les fantàstiques Runestaff, que inclouen Hawkmoon com el seu heroi.

#### Jerry Cornelius
Una altra de les creacions de Moorcock és Jerry Cornelius, un aventurer urbà de moda de gènere ambigu. Aquests llibres eren satírics dels temps moderns, inclosa la guerra del Vietnam, i van continuar presentant una altra variació del tema del multivers. El primer llibre de Jerry Cornelius, The Final Programme (1968), es va convertir en un llargmetratge el 1973. La seva història és idèntica a dues de les històries d'Elric: The Dreaming City i The Dead Gods' Book. Des de 1998, Moorcock ha tornat a Cornelius en una sèrie de noves històries: The Spencer Inheritance, The Camus Connection, Cheering for the Rockets i Fireing the Cathedral, que es referia a l'11 de setembre. Les quatre novel·les es van incloure a l'edició de 2003 de The Lives and Times of Jerry Cornelius. Les històries de Cornelius més recents de Moorcock, "Modem Times", van aparèixer a The Solaris Book of New Science Fiction: Volume 2, publicat el 2008, aquest es va ampliar el 2011 com "Modem Times 2.0". A més, també va aparèixer una versió de Cornelius a la novel·la de Doctor Who de Moorcock del 2010 The Coming of the Terraphiles. Pegging the President (PS. 2018), The Fracking Factory (a FB, 2018) són dues novel·les recents i prepara més històries.

### Opinions sobre l'escriptura de ficció
Moorcock és un fervent defensor de les obres de Mervyn Peake.
Moorcock menysprea les obres de J. R. R. Tolkien. Va conèixer tant a Tolkien com a C. S. Lewis en la seva adolescència i afirma que els ha agradat personalment tot i que no els admira per motius artístics. Moorcock va criticar obres com El Senyor dels Anells pel seu punt de vista de "Merry England", equiparant la novel·la de Tolkien a Winnie-the-Pooh en el seu assaig Epic Pooh. Tot i això, James Cawthorn i Moorcock van incloure El Senyor dels Anells a Fantasy: The 100 Best Books (Carroll & Graf, 1988).
Moorcock també ha criticat els escriptors per les seves agendes polítiques. Va incloure a Robert A. Heinlein i H. P. Lovecraft entre aquest grup en un assaig de 1978, "Starship Stormtroopers" (Anarchist Review). Allà va criticar la producció de ficció "autoritària" de certs escriptors canònics i Lovecraft per tenir punts de vista antisemites, misògins i racistes en els seus contes.

### Compartint universos de ficció amb els altres
Moorcock ha permès que altres escriptors creïn històries en el seu univers fictici de Jerry Cornelius. Brian Aldiss, Hilary Bailey, M. John Harrison, Norman Spinrad, James Sallis i Steve Aylett han escrit aquestes històries. En una entrevista publicada a The Internet Review of Science Fiction , Moorcock explica el motiu per compartir el seu personatge:
| « | I came out of popular fiction and Jerry was always meant to be a sort of crystal ball for others to see their own visions in – the stories were designed to work like that – a diving board, to use another analogy, from which to jump into the river and be carried along by it. […] All of these have tended to use Jerry the way I intended to use him – as a way of seeing modern life and sometimes as a way of commenting on it. Jerry, as Harrison said, was as much a technique as a character and I'm glad that others have taken to using that method. | » |

Dos contes de Keith Roberts, "Coranda" i "The Wreck of the Kissing Bitch", estan ambientats a l'altiplà gelat de Matto Grosso de la novel·la de 1969 de Moorcock, The Ice Schooner.
Elric de Melnibone i Moonglum apareixen a la història de Karl Edward Wagner "The Gothic Touch", on es troben amb Kane, que manlleva Elric per la seva habilitat per tractar amb els dimonis.
És amic i fan de l'escriptor de còmics Alan Moore i va permetre a Moore l'ús del seu propi personatge, Michael Kane d'Old Mars, esmentat a The League of Extraordinary Gentlemen, volum II de Moore. Els dos van aparèixer a l'escenari del Vanbrugh Theatre de Londres el gener de 2006 on van parlar del treball de Moorcock. La ciutat verda de Warriors of Mars també es va fer referència a Rainbow Mars de Larry Niven. El personatge de Moorcock, Jerry Cornelius, va aparèixer a The League of Extraordinary Gentlemen, Volume III: Century de Moore.
Cornelius també va aparèixer a la sèrie de còmics de l'artista francès Mœbius Le Garage Hermétique.
El 1995–96, Moorcock va escriure un guió per a un joc d'ordinador/pel·lícula/novel·la d' Origin Systems. Quan Electronic Arts va comprar Origins, el joc es va cancel·lar, però el tractament de 40.000 paraules de Moorcock va ser desenvolupat per Storm Constantine, donant lloc a la novel·la Silverheart. La història està ambientada a Karadur-Shriltasi, una ciutat al cor del Multivers. Una segona novel·la, Dragonskin, estava en preparació, amb Constantine com a escriptor principal, però va morir el gener del 2021, després d'una llarga malaltia. Moorcock va abandonar una memòria sobre els seus amics Mervyn Peake i Maeve Gilmore perquè sentia que era massa personal.
El novembre de 2009, Moorcock va anunciar que escriuria una novel·la de Doctor Who per a BBC Books el 2010, una de les poques ocasions en què ha escrit històries ambientades en "universos compartits" d'altres persones. La novel·la The Coming of the Terraphiles es va estrenar l'octubre de 2010. La història fusiona Doctor Who amb molts dels personatges de Moorcock del multivers, en particular Captain Cornelius i els seus pirates. El 2016 Moorcock va publicar la primera novel·la en el que ell anomena un experiment literari que barreja memòria i fantasia, The Whispering Swarm. El 2018, va anunciar la finalització del segon volum The Woods of Arcady. El 2020, va dir que estava completant la novel·la final d'Elric The Citadel of Lost Dragons a punt per al 60è aniversari d'Elric el 2021. La novel·la de Jerry Cornelius de Moorcock, Pegging the President, es va presentar el 2018 a Shakespeare and Co, París, on va parlar del seu treball amb Hari Kunzru i va reafirmar el seu compromís amb l'experimentació literaria.

## Música

### Michael Moorcock i The Deep Fix
Moorcock té el seu propi projecte musical, que grava sota el nom de Michael Moorcock & The Deep Fix. The Deep Fix era la història del títol d'una obscura col·lecció de contes de James Colvin (pseudònim de Moorcock) i era el nom de la banda de Jerry Cornelius. La història de Moorcock s'havia ocupat de l'alliberament de l'inconscient i encara que fer referència a William Burroughs no tenia cap significat específic de drogues il·lícites. Això suposadament va perdre a la banda una reproducció considerable i li va donar a Moorcock el que va anomenar "una gran reputació a la comunitat de drogues", però va fer que els llocs i les estacions desconfiïn de reservar-los i posar la seva música. El primer àlbum New Worlds Fair es va publicar el 1975. L'àlbum incloïa Snowy White, Peter Pavli de The Third Ear Band, els habituals Steve Gilmore i Graham Charnock. El mateix Moorcock a les guitarres, la mandolina i el banjo, i una sèrie d'habituals de Hawkwind als crèdits. Una segona versió de l'àlbum New Worlds es va publicar el 2004 amb el nom de l'àlbum Roller Coaster Holiday. Un senzill de rock que no pertanyia a l'àlbum, que inclou Lemmy al baix i Moorcock tocant el seu propi Rickenbacker 330/12, "Starcruiser" juntament amb "Dodgem Dude", es va publicar tardàment el 1980 a Flicknife.
El 1982, com a trio amb Peter Pavli i Drachen Theaker, es van publicar alguns enregistraments de Deep Fix a Hawkwind, Friends and Relations i un senzill d'edició limitada de 7" de "Brothel in Rosenstrasse" amb el suport de "Time Centre", que comptava amb Langdon Jones al piano. El 2008, es va publicar The Entropy Tango & Gloriana Demo Sessions de Michael Moorcock & The Deep Fix. Es tractava de sessions d'àlbums prevists basats en dues de les novel·les de Moorcock, Gloriana, or The Unfulfill'd Queen i The Entropy Tango, que mai es van completar. Pavli, Moorcock i Falcone estan actualment en procés de fer les versions previstes d'aquestes cançons basades en els enregistraments del grup TEAC dels anys 80. Estan molt influenciats per la música clàssica moderna que utilitzen com inspiració. Moorcock i Pavli han estat durant molt de temps defensors de Mahler, Schoenberg, Ives i altres compositors del segle xx.
Treballant amb Martin Stone, Moorcock va començar a gravar un nou àlbum Deep Fix a París, titulat Live at the Terminal Cafe. Després de la mort de Stone el 2016, Moorcock va fer plans per completar l'àlbum amb el productor Don Falcone. El 2019, Moorcock va anunciar la finalització de l'àlbum i es va publicar l'11 d'octubre de 2019 amb Cleopatra Records.

### Amb Hawkwind
Moorcock va col·laborar amb el grup de rock britànic Hawkwind en moltes ocasions: la cançó de Hawkwind "The Black Corridor", per exemple, incloïa cites textuals de la novel·la homònima de Moorcock, i va treballar amb la banda en el seu àlbum Warrior on the Edge of Time, pel qual va guanyar un disc d'or. Moorcock també va escriure la lletra de "Sonic Attack", una sàtira de ciència-ficció de l'emissió d'informació pública, que formava part del conjunt Space Ritual de Hawkwind. L'àlbum de Hawkwind The Chronicle of the Black Sword es va basar en gran manera en les novel·les d'Elric. Moorcock va aparèixer a l'escenari amb la banda en moltes ocasions, inclosa la gira Black Sword. Les seves contribucions van ser eliminades del llançament original de l'àlbum Live Chronicles, gravat en aquesta gira, per motius legals, però posteriorment han aparegut en algunes versions de doble CD. També es pot veure actuant a la versió en DVD de Chronicle of the Black Sword.

### Amb Robert Calvert
Moorcock també va col·laborar amb l'antic líder de Hawkwind i poeta resident, Robert Calvert (que va fer la declamació esgarrifosa de "Sonic Attack"), als àlbums de Calvert Lucky Leif and the Longships i Hype, tocant la guitarra i el banjo i cantant cors amb la seva dona Linda.

### Amb Blue Öyster Cult
Moorcock va escriure la lletra de tres temes de l'àlbum de la banda nord-americana Blue Öyster Cult: "Black Blade", fent referència a l'espasa Stormbringer dels llibres d'Elric, "Veteran of the Psychic Wars", mostrant-nos les emocions d'Elric en un punt crític de la seva història. (aquesta cançó també pot referir-se als "Warriors at the Edge ot Time", que figuren molt a les novel·les de Moorcock sobre John Daker; en un moment donat a la seva novel·la The Dragon in the Sword s'autodenominen els "veterans de mil guerres psíquiques")., i "The Great Sun Jester", sobre el seu amic, el poeta Bill Butler, que va morir d'una sobredosi de drogues. Moorcock ha actuat en directe amb BÖC (el 1987 a la Convenció Dragon Con d'Atlanta, GA).

### Amb Spirits Burning
Moorcock va contribuir amb la veu i l' harmònica als àlbums de Spirits Burning An Alien Heat i The Hollow Lands. La majoria de les lletres van ser extretes o basades en el text de les novel·les de la trilogia de Moorcock The Dancers At The End Of Time. Els àlbums van ser produïts pel líder de Spirits Burning, Don Falcone, i van incloure contribucions d'Albert Bouchard i altres membres de Blue Öyster Cult, així com antics membres de Hawkwind.
Moorcock toca l'harmònica en tres cançons de l'àlbum Spirits Burning del 2021 Evolution Ritual.
Moorcock també va aparèixer en cinc cançons del CD de Spirits Burning Alien Injection, publicat el 2008. Se li atribueix cantar la veu principal i tocar glockenspiel, guitarra i mandolina. Les actuacions utilitzades al CD eren de The Entropy Tango & Gloriana Demo Sessions.

### Altres aparicions
L'última aparició pública de Moorcock com a intèrpret musical va ser amb Nik Turner i Flame Tree a Austin, Texas, el març de 2019.
Actualment, Moorcock està escrivint cançons per a Alan Davey i altres col·laboradors antics.

## Premis i honors
Michael Moorcock ha rebut un gran reconeixement per les seves contribucions a la seva carrera, així com per obres particulars.
El Saló de la Fama de la Ciència Ficció i la Fantasia va incorporar a Moorcock l'any 2002. També va rebre premis a la seva trajectòria a la World Fantasy Convention l'any 2000 (Premi Mundial de Fantasia), al Festival Internacional Utopiales el 2004 (Premi Utopia), dels Horror Writers Association el 2005 (Premi Bram Stoker), i del Science Fiction and Fantasy Writers of America el 2008 (nomenat el seu 25è Gran Mestre). És membre parisenc del London College of Pataphysicians.
- 1993: Premi del Comitè Especial de la British Fantasy Society per la contribució al gènere[44]
- 2000: World Fantasy Award for Life Achievement[45]
- 2004: Premi Utopiales "Grandmaster" a la trajectòria[41]
- 2004: Premi Bram Stoker a l'èxit de tota una vida en el gènere de terror[46]
- 2008: Premi Damon Knight Memorial Grand Master, fantasia literària i ciència-ficció[43]

Va ser "Co-convidat d'honor" a la Convenció Mundial de Fantasia de 1976 a la ciutat de Nova York i un convidat d'honor a la 55a Convenció Mundial de Ciència Ficció de 1997 a San Antonio, Texas.
Premis per a obres particulars
- 1967: Premi Nebula (Novel·la): Behold the Man
- 1972: Premi August Derleth Fantasy: The Knight of the Swords[48]
- 1973: Premi de fantasia August Derleth: The King of the Swords[49]
- 1974: Premi de fantasia britànic (Millor història curta): The Jade Man's Eyes
- 1975: Premi August Derleth Fantasy: The Sword and the Stallion[50]
- 1976: Premi August Derleth Fantasy: The Hollow Lands[51]
- 1977: Premi Guardian Fiction: The Condition of Muzak[52]
- 1979: Premi John W. Campbell Memorial a la millor novel·la de ciència-ficció : Gloriana[53]
- 1979: World Fantasy Award (Millor novel·la): Gloriana[53]

## Obres seleccionades
- The Best of Michael Moorcock (Tachyon Publications, 2009)
- The Elric of Melniboné series (1961–2022), incloent:
  - The Dreaming City (1961)
  - The Stealer of Souls (1963)
  - Stormbringer (1965, revised 1977)
  - Elric of Melniboné (1972)
  - Elric: The Sailor on the Seas of Fate (1976)
  - The Weird of the White Wolf (1977)
  - The Vanishing Tower (1977)
  - Elric at the End of Time (1981)
  - The Fortress of the Pearl (1989)
  - The Revenge of the Rose (1991)
  - The Citadel of Forgotten Myths (2022)
- The Dorian Hawkmoon series (1967–1975), incloent:
  - The Jewel in the Skull (1967)
  - The Mad God's Amulet (1968)
  - The Sword of the Dawn (1968)
  - The Runestaff (1969)
  - Count Brass (1973)
  - The Champion of Garathorm (1973)
  - The Quest for Tanelorn (1975)
- The Erekosë series (1970–1987), incloent:
  - The Eternal Champion (1970)
  - Phoenix in Obsidian, aka The Silver Warriors (1970)
  - The Dragon in the Sword (1987)
- The Corum series (1971–1974), incloent:
  - The Knight of the Swords (1971)
  - The Queen of the Swords (1971)
  - The King of the Swords (1971)
  - The Bull and the Spear (1973)
  - The Oak and the Ram (1973)
  - The Sword and the Stallion (1974)
- Behold the Man (1969)
- The Time Dweller (1969)
- Sailing to Utopia, comprising:
  - Flux (1962)
  - The Ice Schooner (1966)
  - The Black Corridor (1969)
  - The Distant Suns (1975)
- The Chinese Agent (1970)
- The Russian Intelligence (1980)
- Michael Moorcock's Multiverse (1999) (novel·la gràfica)
- The Metatemporal Detective (2007) (col·lecció)
- A Nomad of the Time Streams:
  - The Warlord of the Air (1971)
  - The Land Leviathan (1974)
  - The Steel Tsar (1981)
- The Dancers at the End of Time seqüència (1972–76):
  - An Alien Heat (1972)
  - The Hollow Lands (1974)
  - The End of All Songs (1976)
- Legends from the End of Time (1976)
- Gloriana (1978)
- My Experiences in the Third World War (1980)
- Mother London (1988)
- King of the City (2000)
- The Jerry Cornelius quartet de novel·les i històries curtes de ficció:
  - The Final Programme (1969)
  - A Cure for Cancer (1971)
  - The English Assassin (1972)
  - The Condition of Muzak (1977)
  - The Cornelius Quartet (compilation volume)
  - The Adventures of Una Persson and Catherine Cornelius in the 20th Century (1976)
  - The Lives and Times of Jerry Cornelius (1976)
  - The Entropy Tango (1981)
  - The Alchemist's Question (1984)
  - Firing the Cathedral (novella) (2002)
  - Pegging the President (novella) (2018)
  - The Fracking Factory (novella) (2018 online)
  - Modem Times 2.0 (novella) (2011)

i altres històries en deverses antologies
- The von Bek seqüència:
  - The War Hound and the World's Pain (1981)
  - The Brothel in Rosenstrasse (1982)
  - The City in the Autumn Stars (1986)
- The Between the Wars seqüència:
  - Byzantium Endures (1981)
  - The Laughter of Carthage (1984)
  - Jerusalem Commands (1992)
  - The Vengeance of Rome (2006)
- The Second Ether seqüència:
  - Blood: A Southern Fantasy (1994)
  - Fabulous Harbours (1995)
  - The War Amongst The Angels (1996)
- London Bone (2001) – històries curtes
- The Elric/Oona Von Bek qüencia:
  - The Dreamthief's Daughter (2001)
  - The Skrayling Tree (2003)
  - The White Wolf's Son (2005)
- Doctor Who:
  - The Coming of the Terraphiles (2010)
- The Sanctuary of the White Friars
  - The Whispering Swarm (2015)
  - The Woods of Arcady (2023)

### Antologies editades
A més d'una sèrie de Best SF Stories from New Wolds i The Traps of Time (Hart-Davis), Moorcock ha editat també altres volums, incluent dos que reuneixen mostres d'invasion literature:
- Before Armageddon (1975)
- England Invaded (1977)

### No ficció
- Letters From Hollywood (US: General Distribution Services, 1986, ISBN 0245543791, 240 pp
- Wizardry and Wild Romance: a study of epic fantasy (UK: Gollancz, 1987, ISBN 0575041463), 160 pp., LCCN 88-672236
  - Wizardry and Wild Romance: a study of epic fantasy, revisat i expandit (US: MonkeyBrain Books, 2004, ISBN 1932265074), 206 pp., OCLC 57552226
- Fantasy: The 100 Best Books (London: Xanadu Publications, 1988, ISBN 0947761241; Carroll &amp; Graf, 1988, ISBN 0881843350), James Cawthorn and Moorcock
- Into the Media Web: Selected short non-fiction, 1956–2006, editat per John Davey, introduït per Alan Moore, (UK: Savoy Books, 2010, ISBN 9780861301201) 718 pp
- London Peculiar and Other Nonfiction, Editat per Michael Moorcock i Allan Kausch, introduït per Iain Sinclair, (US: PM Press, 2012, ISBN 9781604864908), 377pp